# 五所川原市立南小学校
五所川原市立南小学校（ごしょがわらしりつ みなみしょうがっこう）は、青森県五所川原市蓮沼にある公立小学校。

## 概要
- 本校は、市営富士見団地の児童数増加に対応するため、五所川原小学校の学区から分離して設立された学校である。主な進学先は、五所川原第一中学校。

## 沿革
- 1960年（昭和35年）4月1日 - 開校。
- 1961年（昭和36年）3月3日 - 校旗樹立、校歌制定。
- 1964年（昭和39年）
  - 8月3日 - プール建設開始。これは、東京オリンピック開催を記念し、保護者が資金を積み立てて建設されたものである[1]。
  - 8月20日 - プール完成。
  - 8月25日 - プール使用開始。
- 1990年（平成2年）10月 - 鉄筋コンクリート造の校舎建設[2]。
- 1992年（平成4年）3月 - 鉄筋コンクリート造の体育館建設[2]。

## 学区
- 東町、岩木町、不魚住、大町、川端町、鎌谷町、栄町、新町、田町、寺町、布屋町、蓮沼、元町、弥生町、柳町、中央1丁目、中央2丁目、中央3丁目、中央4丁目、烏森の一部、本町、吹畑字藤巻の一部。

## 交通
- JR五能線五所川原駅・津軽鉄道津軽五所川原駅から約1.2km・徒歩約18分、車で約数分。
- 弘南バスELM - 若葉環状線「元町」バス停（市道湊寺町線上）下車後、約280m・徒歩約4分。
- 弘南バス「市営住宅前」バス停（五所川原駅方面・国道101号線上）下車後、徒歩約315m・約5分。「市営住宅前」バス停（五所川原営業所、青森方面・国道339号線上）下車後、約430m・徒歩約7分。

## 周辺
- 五所川原市道湊寺町線
- 青森県道154号妙堂崎五所川原線
  - 上記2路線は、本校付近で交差する。
- 岩木川
- 市営富士見団地 - 本校開校のきっかけとなった団地
- 学校法人舘田学園
  - 五所川原第一高等学校
  - ひまわり幼稚園 - 進学前幼稚園のひとつ
- 富士見コミュニティセンター
- 五所川原市上下水道部水道課浄水管理室
- 社会福祉法人一真会認定こども園さくら保育園 - 進学前保育園のひとつ
- 菊ヶ丘運動公園
- 五所川原市民体育館
- 五所川原市立図書館

## 参考資料
- 『五所川原市史 下巻』（五所川原市・1998年3月31日発行）636～640頁「第七編 現代の五所川原 第二章 市制施行後の五所川原 第五節 教育と文化 一 諸学校の変遷」及び同史637頁「図26 小学校変遷図」
- 『青森県教育史 別巻』（青森県教育委員会・1973年12月20日発行）731頁「学校沿革 小学校 (五所川原)南小学校」